# ローデス・オルテガ
ローデス・オルテガ（Lourdes Ortega, 1962年6月4日 - ）は、スペイン・カディス出身の言語学者。アメリカ合衆国で活動しており、ジョージタウン大学応用言語学科教授を務めている。研究領域は第二言語習得論と第二言語ライティング。第二言語習得に関する研究で知られており、統語論的複雑性は多次元的に測定する必要があると指摘している。
アリスター・カミング、ケン・ハイランド、ジュディット・コルモス、ローサ・マンチョン、ポール松田圭、シャーリーン・ポリオ、ネオミー・ストーチ、マジョリーン・フェルスポールとならび、オルテガは第二言語ライティングの分野で最も著名な研究者の一人だと考えられている。

## 略歴
オルテガはハワイ大学マノア校から1995年に第二言語としての英語研究の修士号を、2000年に第二言語習得論の博士号をそれぞれ取得した。次の大学の大学院課程で応用言語学を教えてきた。2000年から2002年までジョージア州立大学、2002年から2004年までノーザンアリゾナ大学、2004年から2012年までハワイ大学、2012年から現在までジョージタウン大学で教えている。
査読付き学術雑誌『Language Learning: A Journal of Research in Language Studies』の言語学習の動向シリーズ（Currents in Language Learning Series）編集者・準総合編集者を務める。

## 研究
第二言語習得論において、オルテガは『Applied Linguistics』に掲載された次の論文の著者として知られている。「指導あり第二言語習得において複雑性、正確性、流暢性を測定するための有機的アプローチに向けて：複雑性の事例（Towards an Organic Approach to Investigating CAF in Instructed SLA: The Case of Complexity）」（ジョン・ノリスと共著）。この論文では、統語論的複雑性が多次元的に測定される必要があると主張されている。

## 受賞歴
- 2000年： TESOL卓越研究賞[6]
- 2001年：『The Modern Language Journal』／ACTFLポール・ピンズラー賞[7]

## 著作

### 書籍
- Understanding Second Language Acquisition. (2009)[8]

### 学術論文
- "Effectiveness of L2 instruction: A research synthesis and quantitative meta‐analysis." (2000)
- "The role of implicit negative feedback in SLA: Models and recasts in Japanese and Spanish." (1998)
- "Planning and focus on form in L2 oral performance." (1999)
- "Syntactic complexity measures and their relationship to L2 proficiency: A research synthesis of college‐level L2 writing." (2003)
- "Towards an organic approach to investigating CAF in instructed SLA: The case of complexity." (2009)